# Dark Blue World
Dark Blue World (Tsjechisch: Tmavomodrý svět) is een film uit 2001 van de Tsjechische regisseur Jan Svěrák over Tsjecho-Slowaakse piloten die vochten bij de RAF in de Tweede Wereldoorlog. Het verhaal is geschreven door Zdeněk Svěrák, de vader van de regisseur.
In de film speelt Ondřej Vetchý František (Franta) Sláma, Kryštof Hádek als Karel Vojtíšek en Tara Fitzgerald als Susan. Charles Dance komt ook voor in de film.

## Plot
Ongeveer een derde van de film vindt plaats na de Tweede Wereldoorlog wanneer de piloten gevangen zijn gezet door de communisten voor samenwerking met de kapitalisten. De film gaat dan terug naar voor de oorlog toen de invasie van Tsjecho-Slowakije begon en het land capituleerde en er geen leger en zeker geen luchtmacht meer was. Karel en Franta besluiten met anderen te vluchten naar Groot-Brittannië. Daar aangekomen willen ze zo gauw mogelijk de Duitsers bevechten, maar de Britse luchtmacht denkt dat ze niet goed genoeg met vliegtuigen kunnen besturen en te weinig kennis van Engels hebben en laat ze dus niet toe. Tijdens de Slag om Engeland worden ze uiteindelijk toch toegelaten omdat er groot gebrek is aan piloten. Op een dag wordt Karel geraakt en crasht hij bij een Engelse boerderij, waar hij Susan leert kennen. Hij blijft er slapen en keert de volgende dag terug naar de basis. De dag daarop gaat hij met Franta naar Susan om ze met elkaar te laten ontmoeten. Tussen de twee begint er iets te bloeien, terwijl Karel denkt dat hij nog altijd het lief van Susan is. Pas laat in de film heeft Karel door dat Susan Franta liever ziet en dat de twee een relatie hebben. 
Op een missie in Frankrijk op een trein wordt Karel neergeschoten en landt Franta nabij om hem te redden. Maar gauw achter de missie heeft Karel door dat Susan een relatie heeft met Franta en ontstaat er een vete tussen de twee. 
Een paar missies later, als ze een Amerikaans bommenwerper eskadron begeleiden, blokkeert het vliegtuig van Franta en moet hij eruit springen. Terwijl hij zijn levensreddend opblaasbaar rubbervlot probeert op te blazen springt het kapot en besluit Karel het zijne te droppen. Wanneer Karel het probeert raakt hij per ongeluk de oceaan en ontploft het vliegtuig. Miraculeus genoeg overleeft het vlot de explosie en kan Franta het gebruiken om gered te worden. Nadat de oorlog over is keert Franta nog eens terug naar Susan en treft hij er haar aan met haar gewonde man die van overzee komt. Het is dus duidelijk dat er geen toekomst meer is tussen Susan en hem. Hij verraadt hun relatie niet door te doen alsof hij verdwaald is. Teleurgesteld keert Franta terug naar Tsjechië waar hij zijn ex-vriendin aantreft met een hoge piet uit de buurt en heeft ze er al een kind van. Ook zijn hond die hij aan haar gaf om voor te zorgen krijgt hij niet terug. Al deze verrassingen stellen hem heel erg teleur maar hij kan er niks aan veranderen en accepteert het. De film eindigt in de cel wanneer Franta dagdroomt dat hij en Karel aan het praten zijn wanneer ze vliegen met hun Spitfires.

## Rolverdeling
| Acteur            | Personage       |
| ----------------- | --------------- |
| Ondřej Vetchý     | František Sláma |
| Kryštof Hádek     | Karel Vojtíšek  |
| Tara Fitzgerald   | Susan           |
| Charles Dance     | Bentley         |
| Oldřich Kaiser    | Jan Machatý     |
| David Novotný     | Bedřich Mrtvý   |
| Linda Rybová      | Hanička         |
| Jaromír Dulava    | Kaňka           |
| Lukáš Kantor      | "Tom Tom"       |
| Radim Fiala       | Sysel           |
| Juraj Bernáth     | Gregora         |
| Miroslav Táborský | Houf            |
| Hans-Jörg Assmann | Blaschke        |
| Thure Riefenstein | Hesse           |
| Anna Massey       | leraar          |
| Čestmír Řanda Jr  | Pavlata         |